# Гимназија-задужбина Родољуба Драшковића
Гимназија-задужбина Родољуба Драшковића  јесте будућа образовна институција и објекат у изградњи у Требињу.
Пројекат се изводи као приватна инвестиција српског привредника Родољуба Драшковића, вриједности 22 милиона конвертибилних марака.
Радови су отпочели на љето 2019. године.
Објекат се простире на 7.000 квадратних метара, на три спрата.
Зграда се налази на платоу између зграда Регулаторне агенције за енергетику Српске и Основне школе „Јован Јовановић Змај”.
По завршетку радова гимназија ће имати 24 кабинета, савремене лабораторије, библиотеке, амфитеатар, спортску дворану, мултифункционалним простор за ваннанставне активности и ресторан.